# Det Danske Teater
Det Danske Teater er Danmarks største turnéteater. Det blev etableret i 1963 og fra 2001 har det været ledet af skuespilleren Waage Sandø. Det opfører omkring 300 stykker om året.